# Espacio polar

Cuadrángulo generalizado con tres puntos por línea; un espacio polar de rango 2

En matemáticas, en el campo de geometría, un espacio polar de rango n (n ≥ 3), o índice proyectivo (n − 1), consta de un conjunto P, convencionalmente llamado el conjunto de puntos, junto con ciertos subconjuntos de P, llamados subespacios, que satisfacen estos axiomas:
- Cada subespacio es isomorfo a un espacio proyectivo Pd(K) con −1 ≤ d ≤ (n − 1) y K un anillo de división (es decir, es una geometría proyectiva desarguesiana). Para cada subespacio, la d correspondiente se denomina dimensión.
- La intersección de dos subespacios es siempre un subespacio.
- Para cada subespacio A de dimensión (n − 1) y cada punto p que no está en A, existe un subespacio único B de dimensión (n − 1) que contiene p y es tal que A ∩ B tiene dimensión (n − 2). Los puntos en A ∩ B son exactamente los puntos de A que están en un subespacio común de dimensión 1 con p.
- Hay al menos dos subespacios disjuntos de dimensión (n − 1).

Es posible definir y estudiar una clase de objetos un poco más grande usando solo relaciones entre puntos y líneas: un espacio polar es un  espacio lineal parcial (P,L), de modo que para cada punto p ∈ P y cada línea l ∈ L, el conjunto de puntos de l colineales a p, solo tiene un elemento o es la totalidad de l.
Los espacios polares finitos (donde P es un conjunto finito) también se estudian como objetos combinatorios.

## Cuadrángulos generalizados
Un espacio polar de rango dos es un cuadrángulo generalizado; en este caso, en la última definición, el conjunto de puntos de una recta {\displaystyle l} colineal con un punto p es el conjunto completo de {\displaystyle l} solo si p ∈ {\displaystyle l}. Se recupera la primera definición de la última bajo el supuesto de que las líneas tienen más de 2 puntos, los puntos se encuentran en más de 2 líneas y existen una línea {\displaystyle l} y un punto p que no está en {\displaystyle l}, de modo que p es colineal con todos los puntos de {\displaystyle l}.

## Espacios polares clásicos finitos
Sea {\displaystyle PG(n,q)} el espacio proyectivo de dimensión {\displaystyle n} sobre el campo finito {\displaystyle \mathbb {F} _{q}} y sea {\displaystyle f} una forma sesquilineal reflexiva o una forma cuadrática en el espacio vectorial subyacente. Los elementos del espacio polar clásico finito asociados a esta forma son los elementos de los subespacios totalmente isótropos (cuando {\displaystyle f} es una forma sesquilineal) o los subespacios totalmente singulares (cuando {\displaystyle f} es una forma cuadrática) de {\displaystyle PG(n,q)} con respecto a {\displaystyle f}. El índice de Witt de la forma es igual a la dimensión del espacio vectorial más grande del subespacio contenido en el espacio polar, y se llama rango del espacio polar. Estos espacios polares clásicos finitos se pueden resumir en la siguiente tabla, donde {\displaystyle n} es la dimensión del espacio proyectivo subyacente y {\displaystyle r} es el rango del espacio polar. El número de puntos en un {\displaystyle PG(k,q)} se denota por {\displaystyle \theta _{k}(q)} y es igual a {\displaystyle q^{k}+q^{k-1}+\cdots +1}. Cuando {\displaystyle r} es igual a {\displaystyle 2}, se obtiene un cuadrángulo generalizado.
| Forma      | {\displaystyle n+1}  | Nombre      | Notación                      | Número de puntos                              | Grupo de colineación                             |
| ---------- | -------------------- | ----------- | ----------------------------- | --------------------------------------------- | ------------------------------------------------ |
| Alternado  | {\displaystyle 2r}   | Simpléctico | {\displaystyle W(2r-1,q)}     | {\displaystyle (q^{r}+1)\theta _{r-1}(q)}     | {\displaystyle \mathrm {P\Gamma Sp} (2r,q)}      |
| Hermítico  | {\displaystyle 2r}   | Hermítico   | {\displaystyle H(2r-1,q)}     | {\displaystyle (q^{r-1/2}+1)\theta _{r-1}(q)} | {\displaystyle \mathrm {P\Gamma U(2r,q)} }       |
| Hermítico  | {\displaystyle 2r+1} | Hermítico   | {\displaystyle H(2r,q)}       | {\displaystyle (q^{r+1/2}+1)\theta _{r-1}(q)} | {\displaystyle \mathrm {P\Gamma U(2r+1,q)} }     |
| Cuadrático | {\displaystyle 2r}   | Hiperbólico | {\displaystyle Q^{+}(2r-1,q)} | {\displaystyle (q^{r-1}+1)\theta _{r-1}(q)}   | {\displaystyle \mathrm {P\Gamma O^{+}} (2r,q)}   |
| Cuadrático | {\displaystyle 2r+1} | Parabólico  | {\displaystyle Q(2r,q)}       | {\displaystyle (q^{r}+1)\theta _{r-1}(q)}     | {\displaystyle \mathrm {P\Gamma O} (2r+1,q)}     |
| Cuadrático | {\displaystyle 2r+2} | Elíptico    | {\displaystyle Q^{-}(2r+1,q)} | {\displaystyle (q^{r+1}+1)\theta _{r-1}(q)}   | {\displaystyle \mathrm {P\Gamma O^{-}} (2r+2,q)} |

## Clasificación
Jacques Tits demostró que un espacio polar finito de rango al menos tres es siempre isomorfo con uno de los tres tipos de espacios polares clásicos indicados anteriormente. Esto deja abierto solo el problema de clasificar los cuadrángulos finitos generalizados.